# Yasuko Matsuda
Yasuko Matsuda (jap. 松田 靖子 Matsuda Yasuko; * 24. April 1937 im heutigen Rikuzen-Takata, Iwate; † 24. August 2021 in Tokio) war eine japanische Kugelstoßerin.
Yasuko Matsuda belegte bei den Olympischen Sommerspielen 1960 in Rom im Kugelstoßen den 15. Platz. Sie war damit die erste japanische Kugelstoßerin, die an Olympischen Spielen teilnahm. Im gleichen Jahr wurde sie japanische Meisterin. Bei den Asienspielen 1962 gewann sie die Silbermedaille.